# Enoploides macrochaetus
Enoploides macrochaetus är en rundmaskart. Enoploides macrochaetus ingår i släktet Enoploides, och familjen Enoplidae. Arten är reproducerande i Sverige.